# Gosford Castle
Gosford Castle er et country house fra 1800-tallet, der ligger i Gosford lige norøst for Markethill, County Armagh, Nordirland. Det blev opført til Archibald Acheson, 2. jarl af Gosford, i ny-normannisk stil af arkitekten Thomas Hopper fra London. Det er en listed building af klasse A, og det hævdes at være det største i Ulster.
Jarlerne af Gosford boede her indtil 1921, og ejendommen blev købt af Ministry of Agriculture for at skabe Gosford Forest Park. Bygningen forfaldt, og i 2006 blev den solgt til et ejendomsudviklingsfirma, der ombyggede det til private boliger.